# ボーイズ (テレビ制作会社)
株式会社ボーイズ（英: BOY'S Co., Ltd.）は、日本の番組制作会社。

## 概要
朝日放送と松竹芸能が共同出資していた制作プロダクション『ビデオワーク』(現在は解散)に所属していたスタッフが中心となって設立された会社である。また、ビデオワーク時代の番組の復活特番等も制作に携わっている。
設立当時は関西テレビの情報番組の制作協力が多かったが、2002年からやしきたかじんの特別番組の番組制作に係る様になった以降、たかじんの冠番組の制作を担当していく。

## 所在地・代表者
- 大阪府大阪市北区天神橋4-7-13 イトーピア扇町ビル9F（大阪オフィス）
- 東京都港区虎ノ門1-21-10 グランスイート虎ノ門（東京オフィス）
- 代表取締役 : 相原康司

## 所属スタッフ
- プロデューサー                                 
  - 相原康司
  - 三浦真理子
  - 一色啓人
- 演出
  - 松山源一
- ディレクター
  - 村田竜彦
  - 高井将后
  - 伊藤雄己
  - 森田晋介
  - 政香恭平
- ディレクター補
  - 本谷有樹
  - 佐藤雄亮
  - 佐伯泰章
- プロデューサー補
  - 百瀬和代
  - 西岡明子

## 主な制作協力番組

### 現在

#### テレビ
- そこまで言って委員会NP（読売テレビ）
- 音力-ONCHIKA-（読売テレビ）
- 石川和男の危機のカナリア（BSテレビ東京）

#### インターネット動画配信
- NewsPicks※配信番組制作

### 過去

#### レギュラー
- 探偵!ナイトスクープ（朝日放送）
- あなたにありがとう（関西テレビ）
- 昼あがり!どまんなか（関西テレビ）
- らぶどん（朝日放送）
- ファイトマネー（関西テレビ）
- スゴ腕!バウト（関西テレビ）
- 太っ腹!紳助ファンど（関西テレビ）
- ワイドABCDE〜す みよ缶（朝日放送）
- あさリラ!・月曜日（読売テレビ）
- 鶴瓶・なるみの満開!新妻セブン（関西テレビ）
- 鶴瓶&なるみのほんまか（関西テレビ）
- フジヤマ☆スタア（関西テレビ）
- にっちょび（関西テレビ）
- たかじんnoばぁ〜（読売テレビ）※当時はビデオワークだが、復活特番を制作
- たかじんnoどォ!（読売テレビ）※当時はビデオワークだが、そこまで言って委員会のたかじん追悼企画で映像を使用
- ムハハnoたかじん（関西テレビ）
- たかじんTV非常事態宣言（読売テレビ）
- あっぷ&UP!（関西テレビ）
- 冒険チュートリアル（関西テレビ）
- キキミミ!（関西テレビ）
- たかじんNOマネーBLACK（テレビ大阪）
- やらまいか〜真相はこうだ！〜（DHCシアター）
- ニュース女子（DHCシアター）〜2018年3月まで

#### 単発・特別番組
- 脳内活性!クイズファクトリー（関西テレビ）
- パンピーの法則（関西テレビ）
- たかじんno屋敷（関西テレビ）- 2004年5月29日
- たかじんドクターズ～そこまで病んで委員会（読売テレビ）- 2006年12月24日、2007年12月30日
- やしきたかじんプロデュース（やっぱ。OSAKA）（テレビ大阪）- 2007年3月10日
- 2択シアター偉人変人たかじん（関西テレビ）- 2009年9月21日、2010年5月5日
- ニュース男子決定戦! 〜男は知識で勝負する〜（東海テレビ）- 2013年12月28日、2014年6月22日